# Bothromicromus lachlani
Bothromicromus lachlani là một loài côn trùng trong họ Hemerobiidae thuộc bộ Neuroptera. Loài này được Scudder miêu tả năm 1878.